# Chlorops bellus
Chlorops bellus är en tvåvingeart som beskrevs av Spencer 1986. Chlorops bellus ingår i släktet Chlorops och familjen fritflugor. Inga underarter finns listade i Catalogue of Life.